# Eurydice rotundicauda
Eurydice rotundicauda är en kräftdjursart som beskrevs av Norman 1906. Eurydice rotundicauda ingår i släktet Eurydice och familjen Cirolanidae. Inga underarter finns listade i Catalogue of Life.